# Cordia sellowiana
Cordia sellowiana är en strävbladig växtart som beskrevs av Adelbert von Chamisso. Cordia sellowiana ingår i släktet Cordia, och familjen strävbladiga växter. Inga underarter finns listade i Catalogue of Life.